# Äußerer Knappentröger
Äußerer Knappentröger to szczyt w grupie Granatspitzgruppe, w Wysokich Taurach we Wschodnich Alpach. Leży w Austrii, w Tyrolu Wschodnim. W pobliżu między innymi Muntanitz, Luckenkogel i Grauer Schimme.
Pierwszego wejścia, w 1907 r., dokonali Adeline Edwards i T. Trost.